# شیطان هم می‌گرید (بازی ویدئویی)
شیطان هم می‌گرید (به انگلیسی: Devil May Cry) یک بازی ویدئویی اکشن-ماجراجویی به صورت هک اند اسلش و هیجانی می‌باشد که در سال ۲۰۰۱ توسط شرکت کپ‌کام برای کنسول پلی‌استیشن ۲ ساخته و عرضه گردید. توجه اصلی این بازی بر روی مبارزات با شمشیر می‌باشد، با این حال بازیباز پس از شکست دادن بعضی از دشمنان و باس‌های بازی، اسلحه و توانایی‌های جدیدی به دست می‌آورد که باعث بهبود حرکات چند ضرب قهرمان در مقابل دشمنان می‌شود.
داستان بازی در مکانی تخیلی به نام جزیره «مالت» و در دوران مدرن روی می‌دهد که روایتگر داستان یک شکارچی هیولا به نام دانته است که این شغل را برای گرفتن انتقام مادر و برادر از دست داده اش از شیاطین انتخاب کرده‌است. دانته با زنی به نام «تریش» ملاقات می‌کند که او را به سفری جهت نابودی شیطان بزرگ «لرد موندوس» دعوت می‌کند. داستان بازی، به صورت ترکیبی از میان‌پرده‌ها (که با موتور بازی رندر شده) و ویدئوهای از پیش رندر شده، برای کاربر بیان می‌شود.
ایده اولیه این بازی در سال ۱۹۹۹ و جهت ساخت رزیدنت ایول ۴ شکل گرفت، اما سازندگان به این نتیجه رسیدند که این ایده مناسب فرنچایز رزیدنت ایول نمی‌باشد، به همین دلیل پروژه به صورت مستقل از رزیدنت ایول و با داستان جداگانه‌ای در مرحله تولید قرار گرفت. این بازی به واسطه درجه سختی زیاد و امتیازات بالای خود، بازتاب بسیار چشمگیری در دنیای بازی‌های ویدئویی داشت، تا آن جا که برخی منتقدان «شیطان هم می‌گرید» را یکی از بهترین بازی‌ها و نوآورانه‌ترین بازی ویدئویی تاریخ دانستند. فروش این بازی بیش از دو میلیون نسخه بوده‌است و باعث گردید تا کپ‌کام با ساخت ادامه‌هایی برای این عنوان، این محصول را تبدیل به یک مجموعه بازی نماید.

## گیم پلی
گیم پلی «شیطان هم می‌گرید» شامل مراحلی است که با نام «مأموریت» شناخته می‌شوند. بازیباز در طی هر مأموریت با دشمنان بسیاری روبرو شده و گهگاه نیز برای پیشرفت در بازی باید به حل کردن معماهایی بپردازد. در پایان هر مأموریت و بنا بر نحوه عمل بازیباز، یک حرف انگلیسی به عنوان رتبه به قهرمان تعلق می‌گیرد. این حروف شامل A, B, C, یا D هستند، البته یک رتبه ویژه با حرف S هم وجود دارد که بالاترین رتبه موجود در این بازی می‌باشد. رتبه بازیباز بر اساس زمان تکمیل کردن مأموریت، میزان «گوی‌های قرمز» گرفته شده، نحوه و تکنیک‌های مبارزه با دشمنان (اصطلاحاً Stylish)، میزان استفاده از آیتم‌ها و میزان خسارت وارد شده به بازیباز، محاسبه و در پایان هر مأموریت به او داده می‌شود.

دانته در حال حمله به یک دشمن با استفاده از شمشیر «آلاستور» می‌باشد. کلمه Cool! نشان دهنده میزان پیشرفت بازیباز در اجرای چندضرب‌های متوالی است.

مبارزه Stylish مجموع ضربات ادامه‌دار و بدون وقفه قهرمان بازی به دشمنان می‌باشد که بدون آسیب دیدن دانته انجام پذیرد، پیشرفت و چگونگی این ضربات ادامه‌دار بر روی صفحه نمایش و به صورت کلمات به اطلاع بازیباز می‌رسد. این کلمات با Dull شروع شده و در ادامه ضربات به Cool", "Bravo", و "Absolute" رسیده و در نهایت با کلمه Stylish به اوج امتیازدهی ضربات بی‌وقفه برای بازیباز منجر می‌شود. در حین این ضربات اگر دانته از دشمنان خود ضربه‌ای دریافت کند، حالت Stylish مجدداً به Dull بر می‌گردد و دانته باید از ابتدا ضربات بدون وقفه را تکرار کند تا به موفقیت کامل برسد.
بازیباز می‌تواند با استفاده از قابلیت Devil Trigger به‌طور موقت دانته را تبدیل به یک موجود قدرتمند شبه شیطانی نماید. در این حالت قدرت‌های جدیدی به اسلحه دانته اضافه شده و ظاهر او نیز تغییراتی پیدا می‌کند. این حالت باعث افزایش قدرت دفاعی و هجومی دانته شده و نوار سلامتی او را نیز به‌طور آهسته پر می‌کند. میزان این قابلیت با نوار اندازه‌گیری Devil Trigger بر روی صفحه به نمایش در می‌آید که با حمله به دشمنان این نوار قابل پر شدن است.
این بازی مانند بسیاری از بازی‌های معمول اکشن و مبارزه‌ای، دارای معماها و دیگر المان‌های مربوطه می‌باشد. در طول داستان اصلی (مانند بازی‌های رزیدنت اویل) بارها پیش می‌آید که بازیباز برای پیشرفت در بازی مجبور به پیدا کردن آیتم خاص و کلیدی می‌شود، همچنین بازیباز می‌تواند با جستجوی بیشتر در محیط‌های بازی اقدام به جمع‌آوری گوی‌های رنگی نماید. جستجوهای فرعی در این بازی با نام «ماموریت‌های مخفی» شناخته می‌شوند که در مسیرهای فرعی قرار دارند و برای اتمام بازی نیازی به انجام آن‌ها نیست. بازیباز در این بازی اغلب باید با گروهی از دشمنان در محل‌های خاص یا به صورت محدودیت زمانی مبارزه کرده و آن‌ها را نابود کند.

## داستان
داستان بازی «شیطان هم می‌گرید» با حمله یک زن ناشناس به نام «تریش» به دفتر کار دانته (قهرمان بازی) آغاز می‌شود. دانته که تحت تأثیر مهارت‌های تریش قرار گرفته به او می‌گوید که شغل او شکار هیولاها و شیاطین است تا به این وسیله بتواند انتقام مرگ مادر و برادر خود را از آن‌ها بگیرد. تریش برای دانته شرح می‌دهد که عامل اصلی مرگ برادر و مادر دانته، امپراتور شیاطین «لرد موندوس» می‌باشد و اکنون قصد بازگشت دارد. در این قسمت تصویر بازی دانته و تریش را نشان می‌دهد که وارد قلعه عظیمی شده‌اند، اما تریش به سرعت از یک دیوار بزرگ بالا رفته و دانته به تنهایی باید ماجراجویی خود را ادامه دهد.
دانته شروع به جستجو در قلعه نموده و با دشمنان شیطانی روبرو می‌شود، پس از پیدا کردن شمشیر «آلاستور»، او با اولین غول آخر بازی که یک عنکبوت/عقرب غول‌پیکر به نام «فانتوم» است برخورد کرده و او را شکست می‌دهد. بعد از مدتی دانته با یک شیطان به نام Nelo Angelo روبرو می‌شود اما در نبرد از او شکست می‌خورد، Nelo Angelo که قصد کشتن دانته را دارد با دیدن نیمه گردنبند او (که تصویری از مادر دانته می‌باشد) صحنه نبرد را ترک می‌کند. این شیطان در طول بازی دو بار دیگر در مأموریت‌های بعدی با دانته روبرو شده و در این جریانات مشخص می‌شود که او برادر دوقلوی دانته است و «ورجیل» نام دارد. پس از کشته شدن ورجیل، نیمه دوم گردنبند که در اختیار او بود به دست دانته افتاده و دو نیمه با یکدیگر ترکیب می‌شوند. در اثر این حادثه شمشیر دانته که Force Edge نام دارد تغییر حالت داده و تبدیل به شمشیر «اسپادرا» می‌شود.
در ادامه دانته مجدداً با «تریش» ملاقات می‌کند و متوجه می‌شود که او را فریب داده و تریش هم در خدمت شیطان بزرگ موندوس می‌باشد. اما هنگامی که زندگی تریش به خطر می‌افتد دانته او را نجات داده و دلیل این کار را شباهت او و مادرش عنوان می‌نماید. در نهایت و در هنگام مواجهه با شیطان بزرگ «موندوس» که قصد کشتن تریش را دارد، دانته بازهم با به خطر انداختن خود، زندگی او را نجات می‌دهد. در ادامه مبارزه «موندوس» سعی در نابودی دانته می‌کند اما ضربه او به تریش برخورد کرده و باعث آزاد شدن نیروی درونی دانته و تبدیل او به «اسپاردا» می‌شود، در این لحظه مبارزه دانته و موندوس به صحنه دیگری کشیده می‌شود.
دانته پیروز شده و قبل از رفتن، گردنبند و شمشیر خود را در کنار پیکر بی جان تریش رها می‌کند. اما موندوس ناگهان بازمی‌گردد و در گوشه‌ای دانته غیرمسلح را به دام می‌اندازد، در این هنگام تریش که به ظاهر کشته شده بود برخاسته و نیروی خود را به دانته منتقل می‌کند. دانته شیطان بزرگ موندوس را که عهد کرده بازگردد و بر دنیای انسان‌ها حکومت کند، شکست می‌دهد. تریش هنگام عذرخواهی از دانته ناگهان به گریه می‌افتد، در این هنگام دانته به او می‌گوید که تو دیگر شیطان نیستی و تبدیل به انسان شده‌ای، زیرا «شیطان هرگز گریه نمی‌کند». دانته و تریش قبل از منهدم شدن جزیره موفق به فرار می‌شوند و در پایان با همکاری هم دفتری تأسیس می‌کنند با نام "شیطان هرگز نمی‌گرید"

## تولید بازی
اولین جرقه‌های تولید این بازی در دسامبر ۱۹۹۹ پدیدار شد و «شیطان هم می‌گرید» در ابتدا در قامت رزیدنت ایول ۴ نمود پیدا کرد. پس از اینکه «شینجی میکامی» (تهیه‌کننده) از «هیدکی کامیا» (کارگردان) درخواست کرد یک عنوان جدید برای سری رزیدنت اویل بسازد، کلید تهیه و تولید این محصول برای پلی‌استیشن ۲ زده شد. در حدود اوایل سال ۲۰۰۰، «نوبورو سوگیمورا» (نویسنده سری رزیدنت اویل) اقدام به نوشتن سناریو برای عنوان جدید کرد، این سناریو براساس خواسته کامیا که خواستار یک بازی جذاب با اکشن زیاد بود، نوشته شد. این داستان در مورد شخصی به نام «تونی» بود که توانائی‌های ذهنی و بدنی فوق بشری زیادی داشت، این نیروها همگی منشأ بیوتکنولوژی داشتند. در هنگام مراحل تست، «کامیا» دریافت که این کاراکتر از نظر ظاهری و از زوایای مختلف دوربین ثابت سری رزیدنت اویل، زیاد شجاع و جذاب به نظر نمی‌رسد؛ بنابراین تصمیم گرفت بر خلاف عناوین قبلی سری رزیدنت اویل به جای استفاده از پس زمینه‌های از پیش رندر شده، از یک سیستم دوربین متحرک استفاده نماید. در همین رابطه نیاز به ساخت پس زمینه‌هایی بود که هنگام حرکت دوربین توسط بازیباز، مشکلی از نظر ظاهری نداشته باشند؛ بنابراین گروهی از سازندگان، اقدام به سفری یازده روزه به بریتانیا و اسپانیا کردند تا از سازه‌های دوران گوتیک (مجسمه‌ها، بناها و حتی بافت سنگ‌ها و آجرها برای استفاده به عنوان روکش در مدل‌های بازی) عکسبرداری کنند. در حالی که تیم سازنده سعی می‌کرد بازی جدید تا حد امکان جذاب ساخته شود، میکامی احساس کرد این محصول جدید، از ریشه‌های اصلی سری رزیدنت اویل که برپایه ترس و بقاء بودند بسیار دور افتاده و از تیم تولید خواست شروع به طراحی یک بازی جدید و مستقل از پروژه جاری کنند. میکامی سرانجام اقدام به بازنویسی سناریوی پروژهٔ در حال ساخت کرد و دنیایی پر از شیاطین خلق و نام قهرمان اصلی را به «دانته» تغییر داد. بقیه شخصیت‌های بازی بر اساس سناریوی «سوگیمورا» باقی ماندند. نام «شیطان هم می‌گرید» در نوامبر ۲۰۰۰ برای بازی مشخص شد.
بازی توسط گروهی از اعضای "کپ کام پروداکشن استودیو ۴" که به گروه Team Little Devils معروف بودند ساخته شد. بعضی از المان‌های گیم پلی در واقع الهام گرفته از یک ایراد نرم‌افزاری بود که در «اونیموشا: اربابان جنگ» پیدا شده بود. میکامی در حین تست بازی متوجه شد که در حین ضربات پیاپی به دشمنان، آن‌ها در هوا معلق مانده و تا هنگامی که ضربات قطع نشوند، بر زمین نمی‌افتند، این موضوع ایده چند ضرب‌های متوالی توسط شمشیر و تفنگ را توسط دانته، وارد جریان ساخت بازی کرد. بر طبق اظهار نظر کارگردان، گیم پلی بازی بر اساس قابلیت‌های آکروباتیک و مبارزاتی دانته طراحی شده‌است. در اواخر پروسه تولید، تصمیم بر این گرفته شد تا گیم پلی بازی مأموریت-محور ساخته شود. سختی بازی نیز بر اساس خواسته کامیا «به چالش کشیدن بازیبازان آماتور و معمولی» بود.

## امتیازها
| گردآورنده  | امتیاز                 |
| ---------- | ---------------------- |
| گیم‌رنکینگز | ۹۲٫۶۰٪ (برپایهٔ ۷۰ نقد) |
| متاکریتیک  | ۹۴٪ (برپایهٔ ۳۷ نقد)    |

| ناشر               | امتیاز |
| ------------------ | ------ |
| یوروگیمر           | ۹/۱۰   |
| فامیتسو            | ۳۴/۴۰  |
| گیم اینفورمر       | ۹٫۵/۱۰ |
| گیم‌اسپات           | ۹٫۱/۱۰ |
| گیم‌اسپای           | ۴٫۵/۵  |
| آی‌جی‌ان             | ۹٫۶/۱۰ |
| الکترونیک پلی‌گراند | ۹/۱۰   |

بازی «شیطان هم می‌گرید» نقدهای مثبت زیادی از منتقدین و وب سایت‌های بازی دریافت کرد. اغلب منتقدان نوآوری‌ها، اکشن، گرافیک بصری، کنترل دوربین و محیط گوتیک داخل بازی را مورد تحسین قرار دادند. این بازی همچنین از نشریات و مجله‌های چاپی دنیای بازی هم نقدهای مثبتی دریافت کرد. منتقد گیم اینفورمر در وصف بازی نوشت: «این بازی باعث گردید رزیدنت ایول در نظر ما مثل یک زامبی آهسته به نظر برسد». این بازی همچنین در بسیاری از لیست‌های «برترین بازی‌های ویدئویی» قرار گرفت. به عنوان مثال «شیطان هم می‌گرید» به عنوان سی و یکمین بازی در لیست ۴۰ بازی برتر تاریخ کنسول‌ها از سایت Gamefury قرار گرفت. در سال ۲۰۱۰ سایت آی‌جی‌ان این عنوان را به عنوان چهل و دومین بازی در لیست "صد بازی برتر پلی‌استیشن ۲" قرار داد. همچنین شخصیت دانته به عنوان یکی از محبوب‌ترین شخصیت‌های دنیای بازی‌های ویدئویی مورد تمجید بسیاری قرار گرفت.
مجله «نکست جنریشن» ضمن اشاره به درجه سختی بازی، اعلام کرد که این درجه سختی برای طولانی‌تر شدن زمان گیم پلی به بازی اضافه گردیده‌است. «الکتریک پلی گراند» به کنترل غیر متعارف و عدم گزینه‌های پیکربندی آن اشاره کرد. گیم‌اسپای نیز در مطلب خود در مورد این بازی، رفتار دوربین و مشکلات گرافیکی (از جمله سوسو زدن تصویر و دندانه شدن لبه‌ها) را مورد نقد قرار داد. گیم‌اسپات تغییر ناگهانی گیم پلی بازی در مرحله آخر و اوج داستان بازی از اکشن مبارزه‌ای به ریل شوتر را مورد انتقاد قرار داد. در نهایت منتقدان بازی به داستان کوتاه و شخصیت‌های پرداخت نشده «شیطان هم می‌گرید» اشاره کردند.

### میراث بازی
بازی "شیطان هم می‌گرید" یک ادامه با نام شیطان هم می‌گرید ۲ و یک پیش‌درآمد با نام شیطان هم می‌گرید ۳: بیداری دانته دارد که هردو بیش از یک میلیون نسخه فروش داشته‌اند. بازی چهارم (شیطان هم می‌گرید ۴) در تاریخ ۵ فوریه ۲۰۰۸ در آمریکای شمالی برای پلی‌استیشن ۳، ایکس‌باکس ۳۶۰ و رایانه شخصی منتشر شد. تا تاریخ ۱۰ فوریه ۲۰۰۹ کل فروش این سری حدود ۲٫۴۸ میلیون نسخه بوده‌است. همچنین دو داستان (توسط شینیا گویکدا) و یک انیمه از نتایج تولید این بازی بودند. در تاریخ ۱۵ اکتبر ۲۰۰۴ (سه سال پس از انتشار بازی) یک تراک صوتی شامل موسیقی بازی نسخه اول در کنار تراک صوتی نسخه دوم منتشر شد. نسخه‌ای از این سری برای کنسول دستی پلی‌استیشن همراه معرفی شد که عرضه آن قطعی نبود، همچنین یک فیلم اکشن در مورد داستان «شیطان هم می‌گرید» معرفی گردید اما در سال ۲۰۰۹ به‌طور رسمی مشخص گردید که نسخه پلی استیشن همراه این بازی لغو گردیده‌است. یک نسخه ریبوت از این سری در سال ۲۰۱۳ و با نام «دی‌ام‌سی: شیطان هم می‌گرید» توسط شرکت «نینجا تئوری» و کپ‌کام منتشر شد. کامیا پس از بازی "شیطان هم می‌گرید ۴" در سال ۲۰۰۹ بازی بایونتا را منتشر کرد که بنا به گفته او نسخه پیشرفته از "شیطان هم می‌گرید" است.
این بازی آغازگر یک زیرمجموعه از ژانر اکشن بود که به Extreme Combat معروف گردید. همچنین به عنوان اولین بازی که گیم پلی آن بر اساس چند ضرب‌های متوالی به مانند بازی‌های کلاسیک دوبعدی بود، معرفی شد. این مجموعه همچنین به عنوان یکی از استانداردهای اکشن سه بعدی در مقابل بازی‌های دیگر مانند «خدای جنگ»، Chaos Legion, و «خون خواهد گفت» قرار گرفت.